# Préhistoire du Tchad
Le Tchad occupe une place importante pour la recherche paléoanthropologique au niveau international. Plusieurs découvertes majeures y ont été faites au cours des dernières décennies qui en font un des berceaux de l'Humanité.
- 1961 : Salé, cuisinier à la Direction des mines et de la géologie de la république du Tchad découvre dans la cuvette du Borkou, sur le flanc de la falaise de l'Angamma, face à la petite palmeraie de Yayo un crâne d'hominidé qu'il donne à Françoise Coppens. Il sera nommé par Yves Coppens Tchadanthropus uxoris, 'l'homme du Tchad de l'épouse'. Il serait proche d'Homo erectus, et serait âgé d'un million d'années.

- 23 janvier 1995 : Mamelbaye Tomalta, chauffeur au projet minier de la Direction des recherches géologiques et minières de la république du Tchad, découvre à Koro-Toro Abel, le premier spécimen d'un hominidé nommé Australopithecus bahrelghazali. Il serait contemporain de l'Australopithecus afarensis, et serait âgé de 3 à 3,5 millions d'années.

- 19 juillet 2001 : Ahounta Djimdoumalbaye, vacataire au Centre national d'appui à la recherche de la république du Tchad, découvre dans la région de l'erg du Djourab dite 'Toro-Ménala' Toumaï, le premier spécimen d'un hominidé nommé Sahelanthropus tchadensis. Son âge est estimé à 7 millions d'années.